# Julia Varley

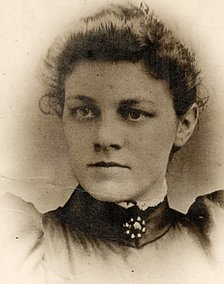
Julia Varley

Julia Varley, OBE (* 16. März 1871 in Bradford, Yorkshire; † 24. November 1952 in Bradford, Yorkshire) war eine britische Gewerkschafterin und Suffragette.

## Kindheit, Jugend, Ausbildung
Varley wurde in Horton, Bradford, geboren und wuchs dort auf. Sie war eines der sieben überlebenden Kinder von Martha Ann (1849–1896) und Richard Varley (1847–1913), einem „Engine Tenter“ laut dem Census von 1911. Die Familie wohnte in Horton, einem Wohngebiet in Bradford. Ihr Großvater mütterlicherseits, Joseph B. Alderson (1796–1886), gehörte zu denjenigen, die während des Peterloo-Massakers von 1819 protestiert hatten; er war in den 1830er Jahren ein Chartist.
Im Jahr 1883, im Alter von 12 Jahren, arbeitete sie als „Halbtagskraft“, d. h. sie besuchte die Schule und arbeitete danach als Kehrerin. Als sie im Alter von 14 Jahren Vollzeit arbeitete, trat sie der General Union of Textile Workers bei und wurde bald zur hauptamtlichen Organisatorin und Sekretärin. Im Jahr 1886, im Alter von nur 15 Jahren, wurde sie Sekretärin der Bradford Weavers’ and Textile Workers’ Union.
In der Volkszählung von 1891 wird Varley als „Kammgarnweberin“ aufgeführt. In dieser Zeit zeigte sie ihr frühes Engagement für die Rechte der Arbeiter, als sie die Textilarbeiter der Manningham Mills unterstützte, die wegen niedriger Löhne und schlechter Arbeitsbedingungen streikten. Sie sprach mit den Arbeitern darüber, wie wichtig es ist, einer Gewerkschaft beizutreten. Nach dem Tod ihrer Mutter im Jahr 1896 übernahm Varley bis 1902 die Verantwortung für die Betreuung ihrer jüngeren Geschwister. Gleichzeitig arbeitete sie viele Stunden in der Fabrik und setzte ihre gewerkschaftlichen Bemühungen fort.

## Die Suffragette
Varley war die erste Frau, die 1900 dem Bradford Trades Council beitrat, dem sie sieben Jahre lang angehörte. Im Alter von 24 Jahren entschied sie sich, sechs Wochen lang als Landstreicherin zu leben. Sie wanderte von Leeds nach Liverpool, um zu sehen, wie es ist, von der Armenfürsorge zu leben. Zwischen 1904 und 1907 war sie Mitglied des Vorstands der Poor Law Guardians von Bradford.

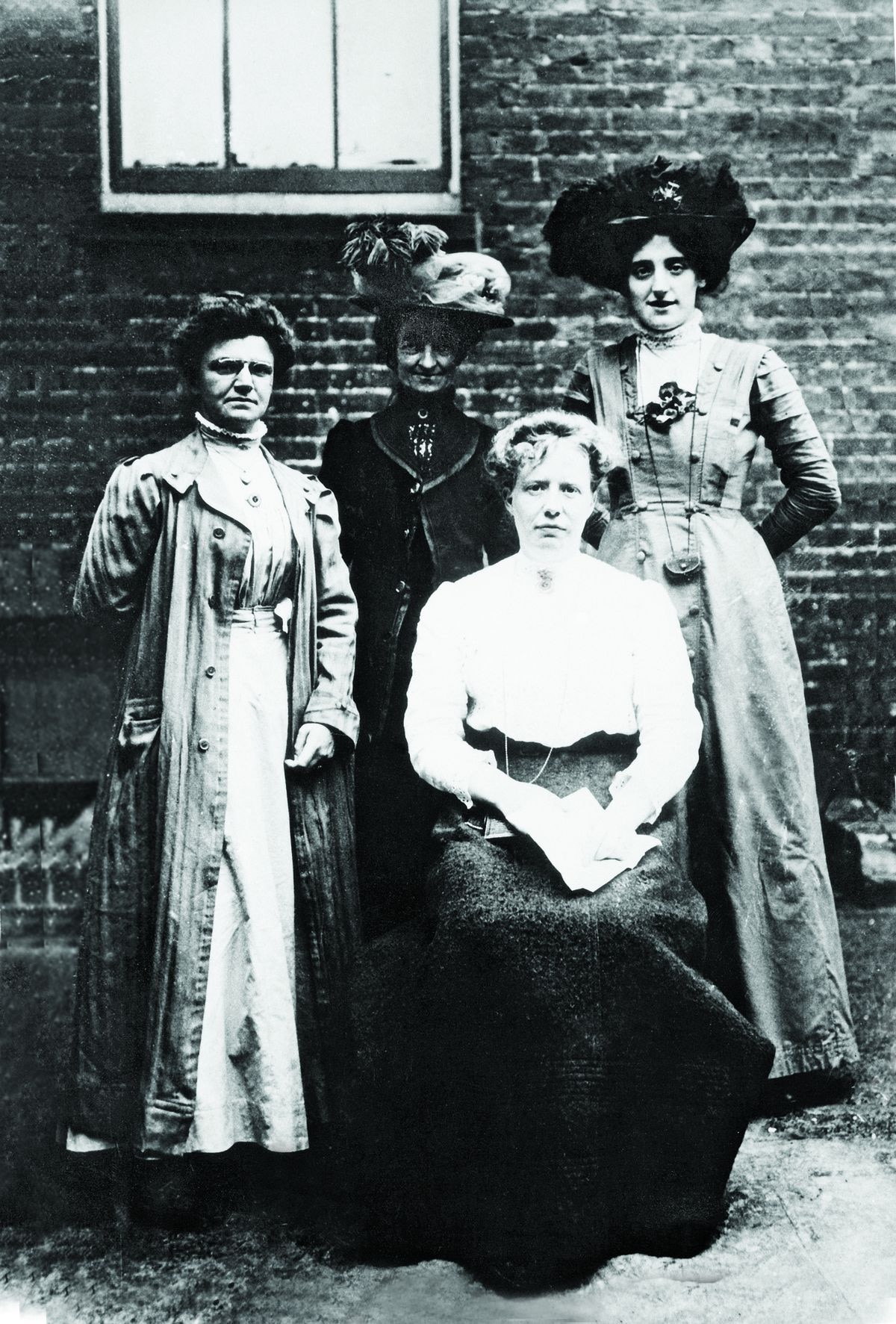
Varley (links) 1908 zusammen mit der Suffragette und Gewerkschafterin Mary Macarthur (sitzend)

Varley trat der Women’s Social and Political Union (WSPU) bei, mit der sie im Februar 1907 in den Plenarsaal des Unterhauses eindrang. Sie weigerte sich, eine Geldstrafe wegen Störung und Behinderung zu zahlen und wurde zu 14 Tagen Haft verurteilt, die sie im Holloway-Gefängnis verbüßen musste. Varley verbüßte eine zweite Strafe für eine ähnliche Aktion und wurde am 20. April 1907 entlassen. Für diese Aktionen wurde sie von der WSPU mit der Holloway-Brosche ausgezeichnet. 1909 zog Varley nach Birmingham und gründete in der Cadbury-Fabrik in Bournville eine Zweigstelle der National Federation of Women Workers. Sie war auch am Streik der Kettenarbeiterinnen in Cradley Heath von 1910 unter der Leitung von Mary Macarthur und am Black-Country-Streik von 1913 beteiligt und saß später im Generalrat des Trade Union Congress.

## Die Gewerkschafterin

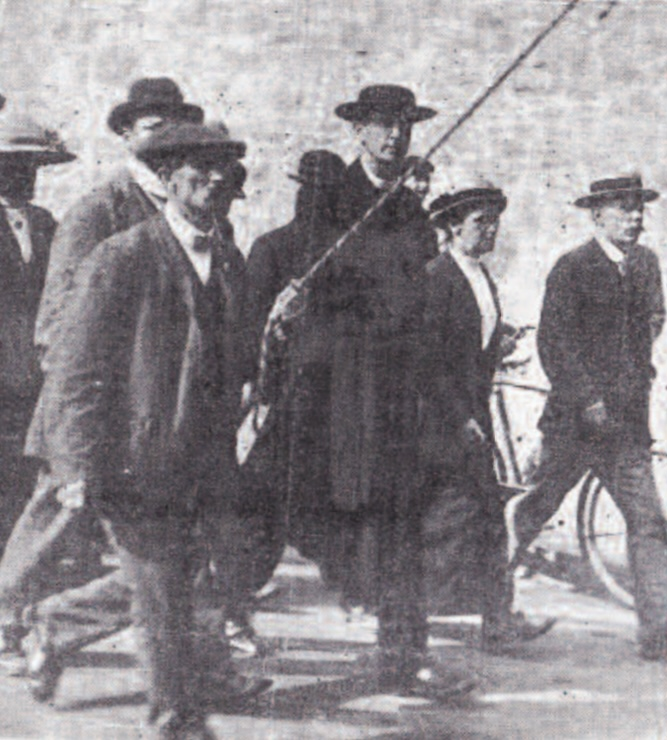
Varley (Mitte) führt einen Marsch zur Unterstützung der Kornischen Tonerdearbeiter an.

Von 1912 bis 1929 leistete  Varley Organisationsarbeit für die Workers’ Union. 1913 unterstützte sie die Workers’ Union, als 5.000 kornische Tonerdearbeiter in den Streik traten. Bis 1915 war Varley die einzige weibliche Organisatorin in der Workers’ Union und arbeitete während des Ersten Weltkriegs aktiv als Organisatorin für die Gewerkschaft, obwohl sie 1917 eine schwere Operation an ihrem Hals über sich ergehen lassen musste. Als die Regierung die Wehrpflicht einführte, war Varley mit vielen der männlichen Mitglieder des Birmingham Trades Council nicht einverstanden und trat dem abtrünnigen Birmingham Trade Union Industrial Council bei. 1918 schloss sich Varley fünf anderen Frauen an, die nach Frankreich geschickt wurden, um Gerüchten nachzugehen, wonach sich die dort im Ersten Weltkrieg dienenden WAACs (freiwillige Armeehelferinnen) unmoralisch verhalten hätten. Varley und die anderen Frauen stellten fest, dass die Gerüchte unbegründet waren und dass die Frauen tatsächlich mit Auszeichnung gedient hatten.
1920 gründete Varley in Birmingham eine Hausangestelltengewerkschaft, um sich der Notlage der 1,25 Millionen weiblichen Hausangestellten anzunehmen. Varley richtete in Birmingham einen Freizeit-Club für diese Frauen ein, den der Daily Chronicle als „Paradies für Dienstboten“ bezeichnete. Gleichzeitig wurde eine „Servants' Charter“ mit Forderungen nach angemessenen Arbeitsbedingungen für die Frauen herausgegeben, die Arbeitszeiten, Freizeit, einen Mindestlohn, ein eigenes Schlafzimmer, die Übernahme der Kosten für die Uniform durch den Arbeitgeber und die Anrede mit dem richtigen Namen vorsahen. Varley war 1923 Mitglied einer Kommission des Arbeitsministeriums zur Untersuchung des Problems des „Dienstbotenrmangels“. Sie stellte fest, dass dieser Mangel größtenteils darauf zurückzuführen war, dass Eltern ein besseres Leben für ihre Töchter wünschten, anstatt sie die Schufterei des Hausdienstes ertragen zu lassen. Varley arbeitete auch mit der Society for the Overseas Settlement of British Women zusammen und reiste 1925 nach Kanada, um Frauen zu treffen, die nach dort ausgewandert waren. Zu dieser Zeit war sie auch an der Arbeit der Industrial Welfare Society beteiligt, die sich mit dem Kampf für vom Arbeitgeber zur Verfügung gestellte Pausen- und Toilettenräume befasste.
Varley war als Vertreterin der Arbeiterinnen Mitglied des Generalrats des Trades Union Congress (1921–1935) und Frauenbeauftragte der Transport and General Workers’ Union (1929–1936).

## Im Alter
Sie wurde 1931 für ihre gemeinnützige Arbeit als Officer des Order of the British Empire (OBE) ausgezeichnet. In den Jahren 1928 und 1937 unterzog sich Varley Operationen an ihren Augen und erblindete schließlich. Im September 1935 gehörte sie einer großen internationalen Delegation beim Völkerbund in Genf an, die sich mit der Forderung nach Gleichberechtigung der Frauen in der ganzen Welt befasste. In ihrer Funktion als Mitglied des Frauenausschusses des Trades Union Congress (TUC) und des Internationalen Ausschusses der Gewerkschafterinnen war sie die Hauptsprecherin der Delegation. Sie zog sich 1938 aus der aktiven Arbeit zurück und wohnte zunächst weiter in Birmingham. Aufgrund ihres sich verschlechternden Gesundheitszustandes zog sie zu ihrer verwitweten Schwester Jessie Wooller in Bradford.
Julia Varley starb im November 1952 im Alter von  81 Jahren in Bradford; sie wurde im  Undercliffe Cemetery bestattet.
Im Mai 2013 wurde eine Blue Plaque an ihrem früheren Wohnhaus in Bournville von der Birmingham Civic Society angebracht. Der schriftliche Nachlass befindet sich im Archiv der Universität Hull.